# Gielow
Gielow ist eine Gemeinde im Landkreis Mecklenburgische Seenplatte in Mecklenburg-Vorpommern. Sie liegt etwa sechs Kilometer südlich der Stadt Malchin und gehört zum Amt Malchin am Kummerower See.

## Geografie

### Geografische Lage
Die Gemeinde liegt fünf Kilometer südlich von Malchin und 6,5 Kilometer östlich des Malchiner See. Sie liegt auf einer welligen Hochfläche mit 40 bis 70 Meter über NHN, die Gemeindegrenze wird von Waldstreifen begleitet. Östlich der Gemeinde liegt das Erosionstal der Ostpeene.

### Gemeindegliederung
Die Gemeinde besteht aus den Ortsteilen:
- Gielow
- Hinrichsfelde
- Liepen
- Christinenhof
- Peenhäuser

### Nachbargemeinden
im Uhrzeigersinn, von Norden beginnend:
- Malchin
- Faulenrost
- Basedow
- Moltzow

## Politik

### Wappen
| Wappen von Gielow | Blasonierung: „In Grün ein gestürztes goldenes Hufeisen mit acht Nagellöchern, zwischen den Stollen ein goldener Abtsstab mit abgebrochenem Schaft.“ |
| Wappen von Gielow | Wappenbegründung: Das Wappen symbolisiert historische und wirtschaftliche Gegebenheiten der Gemeinde. Mit dem abgebrochenen Abtsstab soll auf die Zugehörigkeit Gielows zum einstigen Zisterzienserkloster Dargun verwiesen werden. Das Hufeisen steht für die traditionelle Landwirtschaft sowie für die zahlreichen Handwerker und Gewerbetreibenden im Ort. Das Wappen und die Flagge wurde von dem Schweriner Karl-Heinz Steinbruch gestaltet. Es wurde am 28. Mai 2003 durch das Ministerium des Innern genehmigt und unter der Nr. 279 der Wappenrolle des Landes Mecklenburg-Vorpommern registriert. |

### Flagge
Die Flagge wurde am 3. Juli 2003 durch das Ministerium des Innern genehmigt.
Die Flagge besteht aus gelbem Tuch. Es ist in der Mitte mit dem Gemeindewappen belegt, das zwei Drittel der Höhe und ein Drittel der Länge des Flaggentuchs einnimmt. Die Länge des Flaggentuchs verhält sich zur Höhe wie 5:3.

### Dienstsiegel
Das Dienstsiegel zeigt das Gemeindewappen mit der Umschrift „GEMEINDE GIELOW“.

## Geschichte

### Gielow
Gielow wurde erstmals am 5. August 1228 urkundlich erwähnt. In einer Urkunde bestätigte Herzog Wartislaw III. von Pommern eine Schenkung Gielows an das Kloster Dargun. Von 1409 bis 1618 stand der Ort unter dem Einfluss der Familie von Maltzahn. Sie hatten einen Schutzvertrag mit dem Kloster Dargun abgeschlossen. Durch den Abkauf der Rechte an Gielow durch den Herzog Georg Hans Albrecht ging der Ort danach in Landesherrschaft über.
Durch die Einführung der Gewerbefreiheit 1866 entwickelte sich in Gielow, das bis dahin weitgehend landwirtschaftlich geprägt war, das Handwerk. 1879 wurde die Bahnstrecke Waren–Malchin in Betrieb genommen. Diese verbesserte die wirtschaftliche Entwicklung Gielows zusätzlich. So wurde 1894 eine Molkerei und 1899 eine Milchzuckerfabrik im Ort errichtet. Dadurch kam es auch zu einem Anwachsen der Bevölkerung. Zu Beginn des 20. Jahrhunderts lebten bereits etwa 1500 Menschen in Gielow. Im Jahre 1927 wurden in Gielow ein Turn- sowie ein Sportverein gegründet. In dieser Zeit wirkte hier der spätere SED-Ministerpräsident Bernhardt Quandt für die KPD. Während des Zweiten Weltkrieges mussten Zwangsarbeiter aus Polen im dortigen Kalkwerk arbeiten. Ein dabei ums Leben gekommener Pole sowie ein französischer Zwangsarbeiter wurden auf dem Friedhof der Evangelisch-Lutherischen Kirchgemeinde begraben – eine Erinnerung an sie fehlt. In der Zeit der SBZ und DDR kam es auch in Gielow zur Kollektivierung der Landwirtschaft, so der Besitzungen der Grafen von Hahn rund um Schloss Basedow. Im Jahre 1960 wurden die letzten Bauern der Gemeinde in die örtliche LPG eingegliedert. 1967 wurde ein Rinderkombinat in Gielow gegründet. Durch die Fusion der LPG in Gielow mit der Schwinkendorfs im Jahr 1974 sowie dem Entstehen der Kooperative Abteilung Pflanzenproduktion (KAP) wurden die neuen Strukturen innerhalb der örtlichen Landwirtschaft weiter gefestigt. Im Jahre 1976 erhielt der zu DDR-Zeiten errichtete Kindergarten ein neues Gebäude. Im Jahre 1980 wurde die bereits 1884 gebaute Schule Gielows um eine Turnhalle und ein Heizhaus erweitert. Ein Jahr darauf folgte noch ein Schulanbau.
Nach dem Zusammenbruch der DDR und der Wiedervereinigung kam es zu privatwirtschaftlichen Betriebsneugründungen in Gielow, insbesondere im Bereich der Holzverarbeitung, des Bauhandwerkes, der Landwirtschaft und des Handels. Die vernachlässigte Infrastruktur (Straßen, Kläranlage) wurde erneuert. Durch den Zusammenschluss des Amtes Malchin-Land mit der Stadt Neukalen am 1. Juli 2002 gehört Gielow dieser neuen Gebietskörperschaft an, nachdem es bereits zuvor eine der Gemeinden des Amtes Malchin-Land war.

### Hinrichsfelde
Der Ort bestand um 1880 lediglich aus einem Gutshof, etwas südlich abgesetzt war nur eine Landarbeiterkate vorhanden. Das Gut war aber sehr kompakt und hatte ein Gutshaus und einen Park. Zu DDR-Zeiten wurde neben den restlichen Gutsgebäuden ein LPG-Komplex aufgebaut, der nach 1990 modernisiert wurde.

### Liepen
Inmitten des kleinen Ortes befindet sich der große Teich mit dem Schloss. Es war ursprünglich eine Turmhügelburg mit Wassergraben und mittelalterlichen Fundamenten, auf denen ein Gutshaus erbaut wurde. Ein Erddamm führt anstelle der ehemaligen Zugbrücke, die 1756 noch vorhanden war, auf die Insel. Sie ist nur einen Meter hoch. Darauf stehen mehrere Gebäude, so das sehenswerte alte Gutshaus, welches ein hohes, steiles spätgotisches Dach besitzt. Im Erdgeschoss befinden sich spätmittelalterliche Tonnengewölbe aus großen Backsteinen im so genannten Klosterformat. Es ist anzunehmen, dass der Hügel in eine Haupt- und eine Vorburg, durch Graben getrennt, gegliedert war.
1997/1998 wurde die Wasserburg restauriert.
Östlich der Wasserburganlage wurde der Gutshof etabliert, der bis in die 1880er Jahre wesentlich ausgebaut wurde. Südlich der Gutsanlage ist noch heute sichtbar eine Landarbeiterkatenzeile entstanden. Nach 1920 entstand etwas abgesetzt westlich ein neues Gutshaus, das auch heute noch vorhanden ist. Es liegt in einem kleinen Park. Etwa zwei Kilometer östlich liegt die Wüstung „Liepener Theerofen“. In der zweiten Hälfte des 19. Jahrhunderts wurde in der Nähe des alten ehemaligen Teerofen eine Tagelöhnerkate und ein Schulgebäude (für Demzin und Liepen) errichtet. Beide wurden um 1960 aufgegeben und verfielen. Im Jahre 1999 wurden die Fundamente freigelegt und saniert. Diese ehemals zu Liepen gehörige Ansiedlung gehört heute nicht mehr ins Gemeindegebiet.
Nach 1945 entwickelte sich das Dorf zu einer größeren Ansiedlung, weil viele Häuser und Gehöfte in Folge der Bodenreform gebaut wurden. Nach letzten Informationen (durch Führung im Schloss Basedow) hatte die Familie Hahn (Nebenlinie der Basedower Hahns) nach erfolglosem Bieten bei der Versteigerung des Basedower Schlosses die Liepener Wasserburg erworben und bewohnt sie auch. Am 1. Januar 1951 wurde Liepen eingemeindet.

### Christinenhof
Der Christinenhof gehörte vor 1945 zu den Hahn´schen Besitzungen. Er war ein Gut mit Vorwerk-Charakter.
Das ehemalige Gutshaus weist in einer Rundblende des quer zur Längsfront stehenden Zwerchhauses das Baujahr 1870 aus.
Südwestlich des Hofes stand eine zugehörige Ziegelei und südöstlich war in einem kleinen Waldgebiet eine Fasanerie des Gutes etabliert.
Nach der Bodenreform von 1945 wurde der Ort durch einige Siedlungsgehöfte erweitert.

### Peenhäuser
Peenhäuser hat seinen Namen der naheliegenden Ostpeene zu verdanken. Es war ein langgestrecktes Bauerndorf.

## Sehenswürdigkeiten
→ Siehe auch Liste der Baudenkmale in Gielow

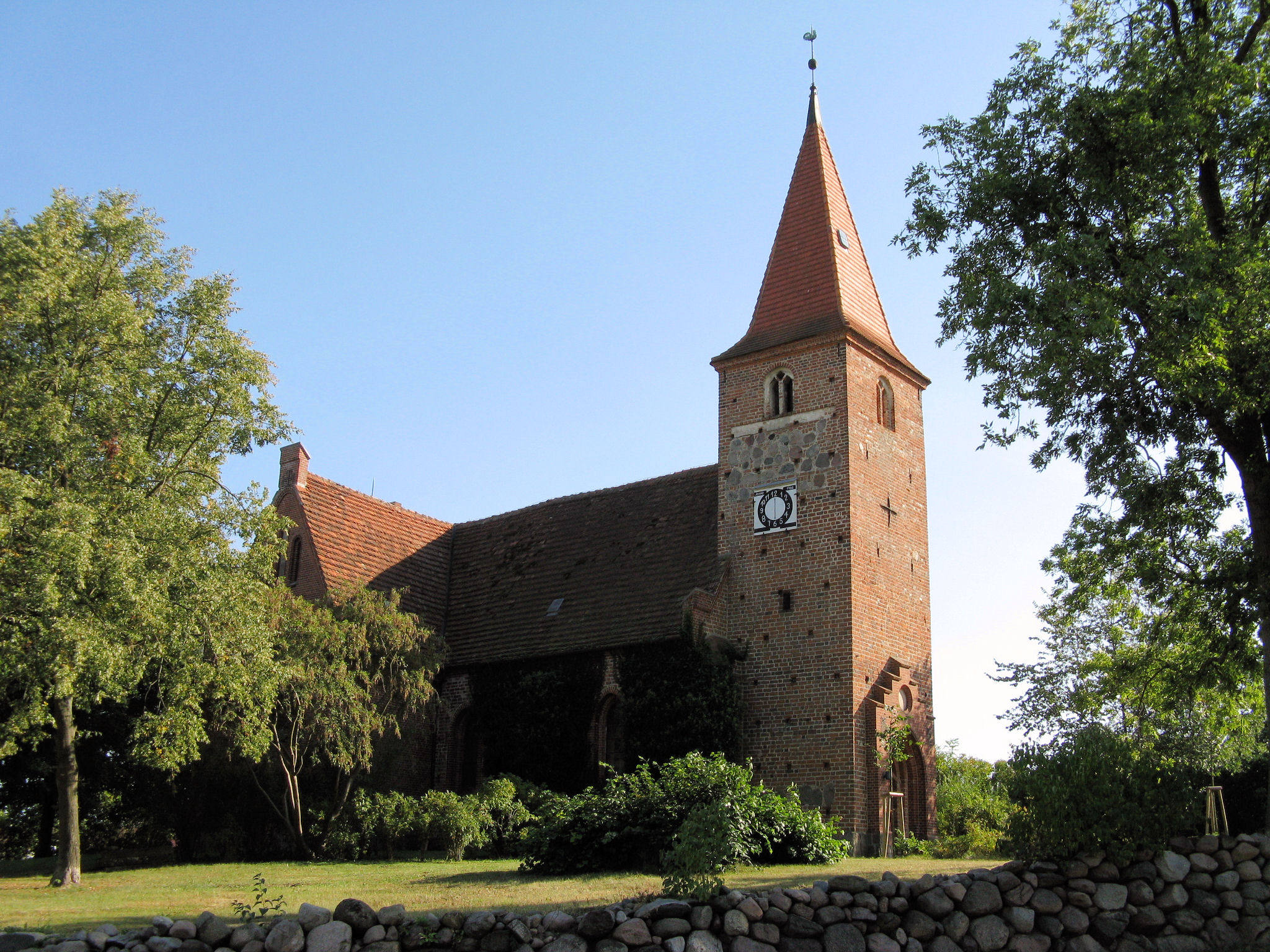
Dorfkirche in Gielow

- Die Gielower Kirche hat ihren Ursprung im 14. Jahrhundert. Im 15./16. Jahrhundert wurde der Kirchturm errichtet. Beim Umbau in den Jahren 1897/98 wurden das Kirchengebäude kreuzförmig nach Osten erweitert, die Fenster sowie das Westportal erneuert und der Innenraum mit einer gotischen Holzausstattung versehen. Zur Ausstattung gehört eine mit Reliefköpfen und Blattdekor verzierte Granittaufe aus dem 13. Jahrhundert.
- Die Gielower Mühle geht auf die Zeit der Besiedlung Gielows zurück und wurde 1872 nach dem Brand der alten Mühle als viergeschossiger Bau neu errichtet. Hier wurde traditionell Mehl und Tierfutter gemahlen. Nach 1991 wurde die Anlage zur Energiegewinnung umgebaut.[5]
- Die Wasserburg Liepen wurde im Mittelalter errichtet. Bei der Restaurierung des Burggrabens wurden Holzbalken aus dem 15. Jahrhundert gefunden. Sie zerfiel aber nach dem Dreißigjährigen Krieg. Auf der Burginsel wurde um 1700 das heutige Gutshaus im Stil des ländlichen Barocks errichtet. Die Nebengebäude sind jüngeren Datums. Das Gut gehörte der Familie von Hahn (ab 1337). Heute befindet sich in dem Anwesen der Denkmalpflegehof.
- Gutshof Christinenhof, erbaut 1870 durch die Familie von Hahn
- In der Umgebung der Gemeinde gibt es einige Großsteingräber und Steinkisten (aus dem Neolithikum) sowie bronzezeitliche Hügelgräber.
- In der Nähe der Gemeindegrenze gibt es noch eine Anzahl von Gemarkungsgrenzsteinen, die Seltenheitswert haben.

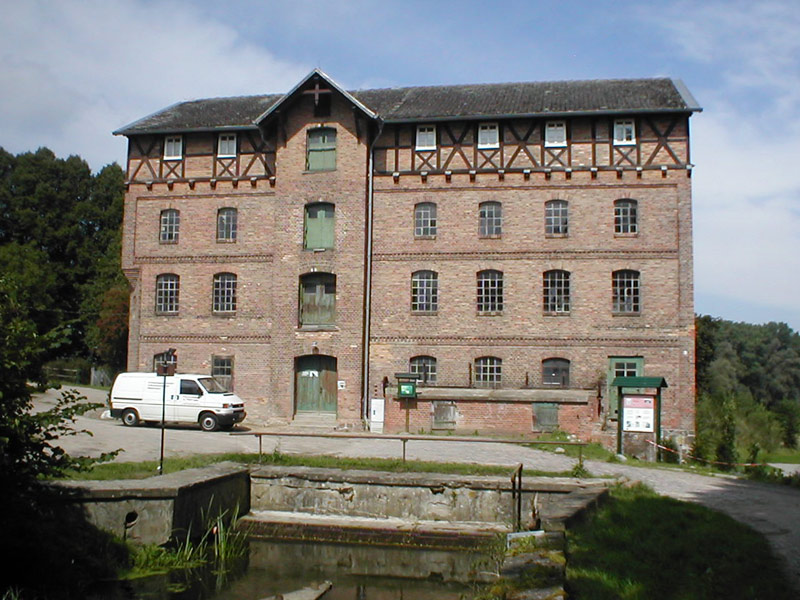
Gielower Mühle
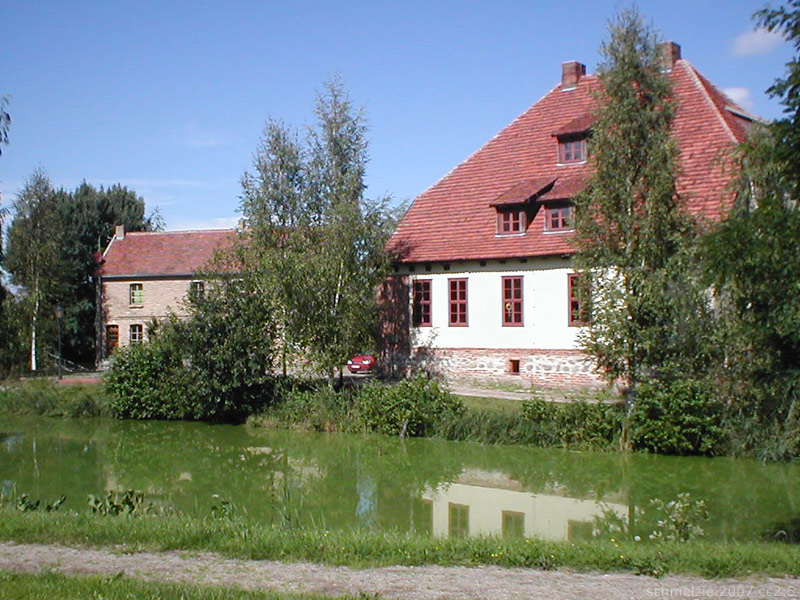
Wasserburg Liepen
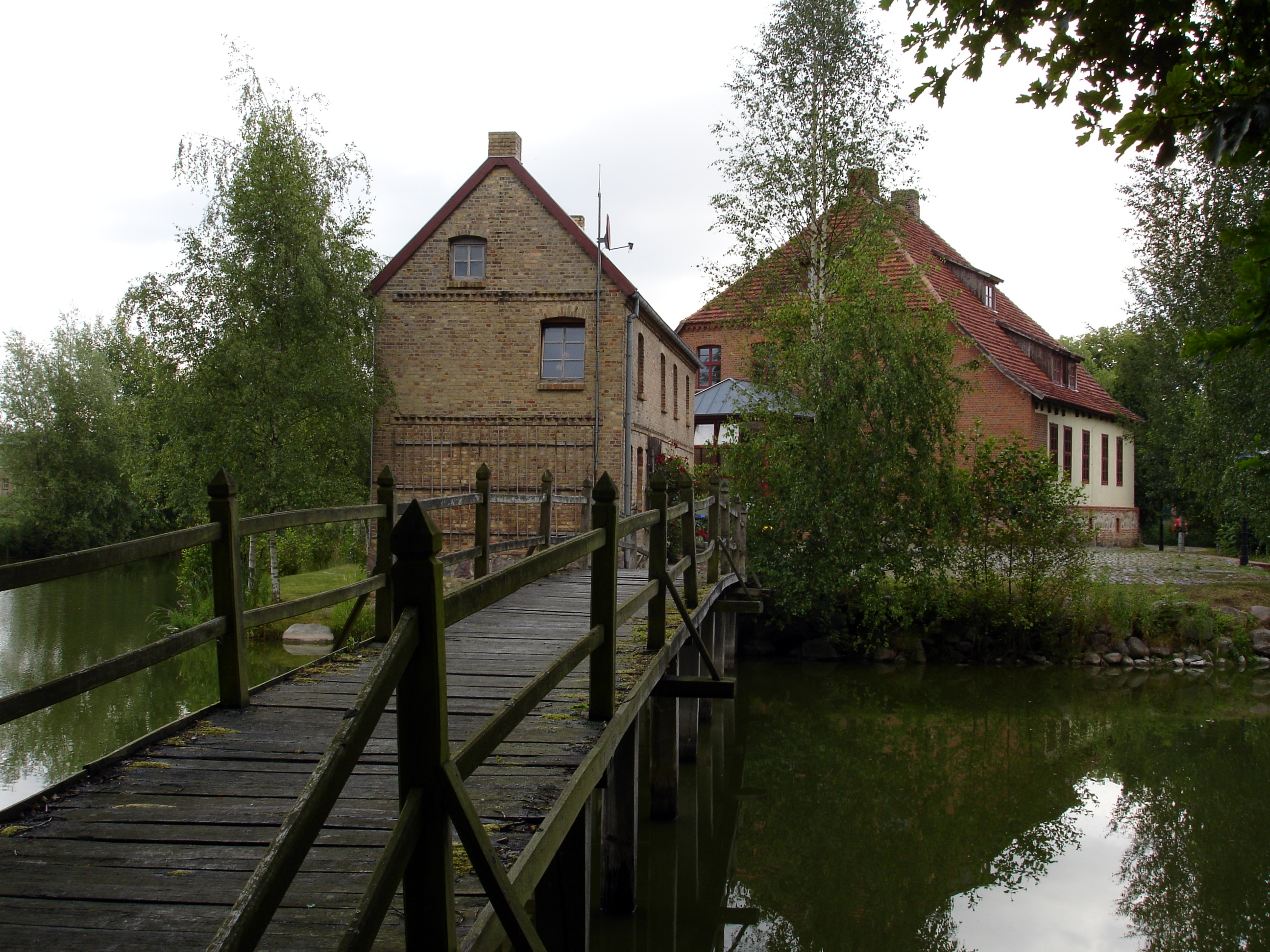
Wasserburg Liepen
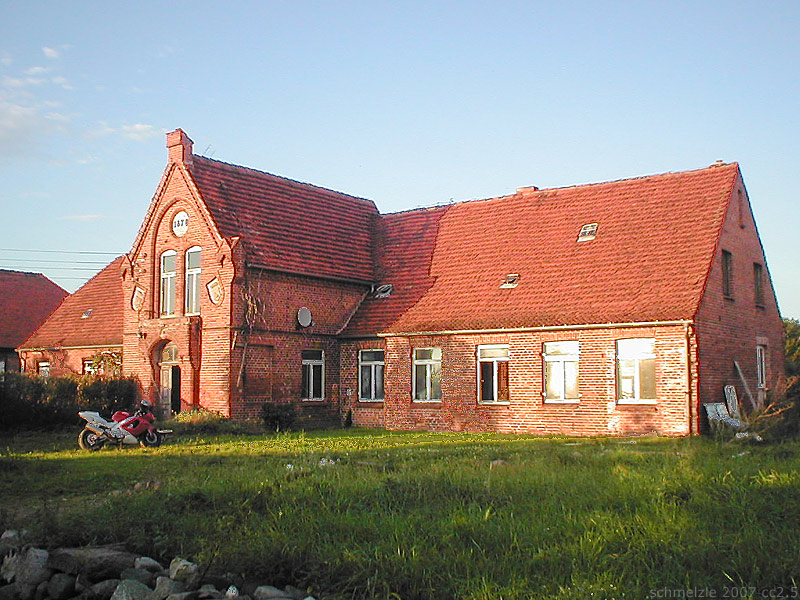
Gutshof Christinenhof
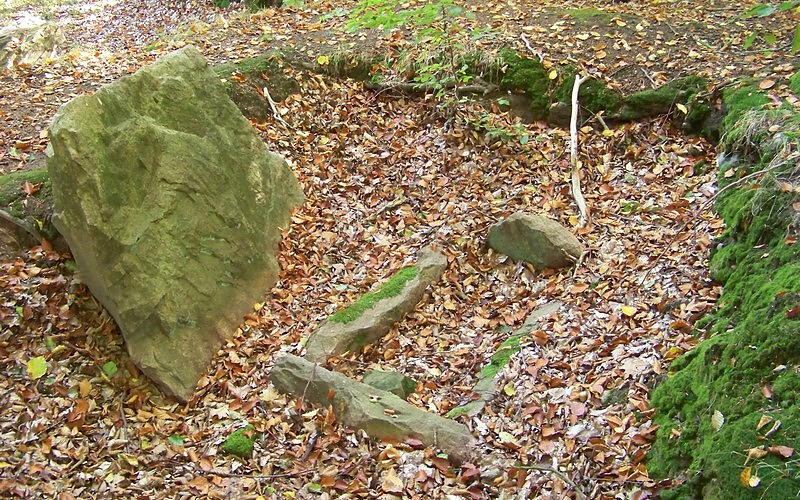
Steinkiste bei Gielow

## Persönlichkeiten
- Paul Fromm (1864–1940), Kolonialoffizier